# Cervone, Krînîcikî
Cervone (în ucraineană Червоне) este un sat în comuna Preobrajenka din raionul Krînîcikî, regiunea Dnipropetrovsk, Ucraina.

## Demografie
Componența lingvistică a localității Cervone
     Ucraineană (98,04%)
     Rusă (1,96%)
Conform recensământului din 2001, majoritatea populației localității Cervone era vorbitoare de ucraineană (98,04%), existând în minoritate și vorbitori de rusă (1,96%).